# Francisco Villarroya
Francisco Javier Pérez Villarroya (født 6. august 1966 i Zaragoza, Spanien) er en tidligere spansk fodboldspiller (forsvarer).
Villarroya startede sin seniorkarriere hos Real Zaragoza i sin hjemby, hvor han i 1986 var med til at vinde pokalturneringen Copa del Rey. I 1990 skiftede han til storklubben Real Madrid. Her var han med til at vinde yderligere en pokaltitel, samt to udgaver af den spanske Super Cup.
Efter at have opnået begrænset spilletid i sine sidste to sæsoner hos Real Madrid skiftede Villarroya i 1994 til Deportivo La Coruña, hvor han tilbragte to sæsoner, og vandt sin tredje Copa del Rey-titel med sin tredje klub. I slutningen af hans karriere spillede han i Sporting Gijón og CD Badajoz.

## Landshold
Villarroya spillede desuden 14 kampe for Spaniens landshold, og var en del af den spanske trup til VM i 1990 i Italien. Her spillede han alle spaniernes fire kampe i turneringen, hvor holdet blev slået ud i 1/8-finalerne.